# Le Landin
Pour les articles homonymes, voir Landin.
Le Landin est une commune française située dans le département de l'Eure, en région Normandie.

## Géographie

### Localisation
La commune du Landin est située sur la rive gauche de la Seine à la naissance du méandre de Brotonne, dans un vallon, dont le sommet est appelé le Câtelier, qui permet d'accéder au fleuve. Elle est bordée par la forêt de Brotonne qui est située dans le département de la Seine-Maritime. 
| Arelaune-en-Seine (comm. dél. de La Mailleraye-sur-Seine) | Heurteauville (Seine-Maritime) |                           |
| Hauville                                                  | Landin                         | Jumièges (Seine-Maritime) |
| Honguemare-Guenouville                                    | Honguemare-Guenouville         | Barneville-sur-Seine      |

### Hydrographie
La commune est située dans le bassin Seine-Normandie. Elle est drainée par la Seine,.

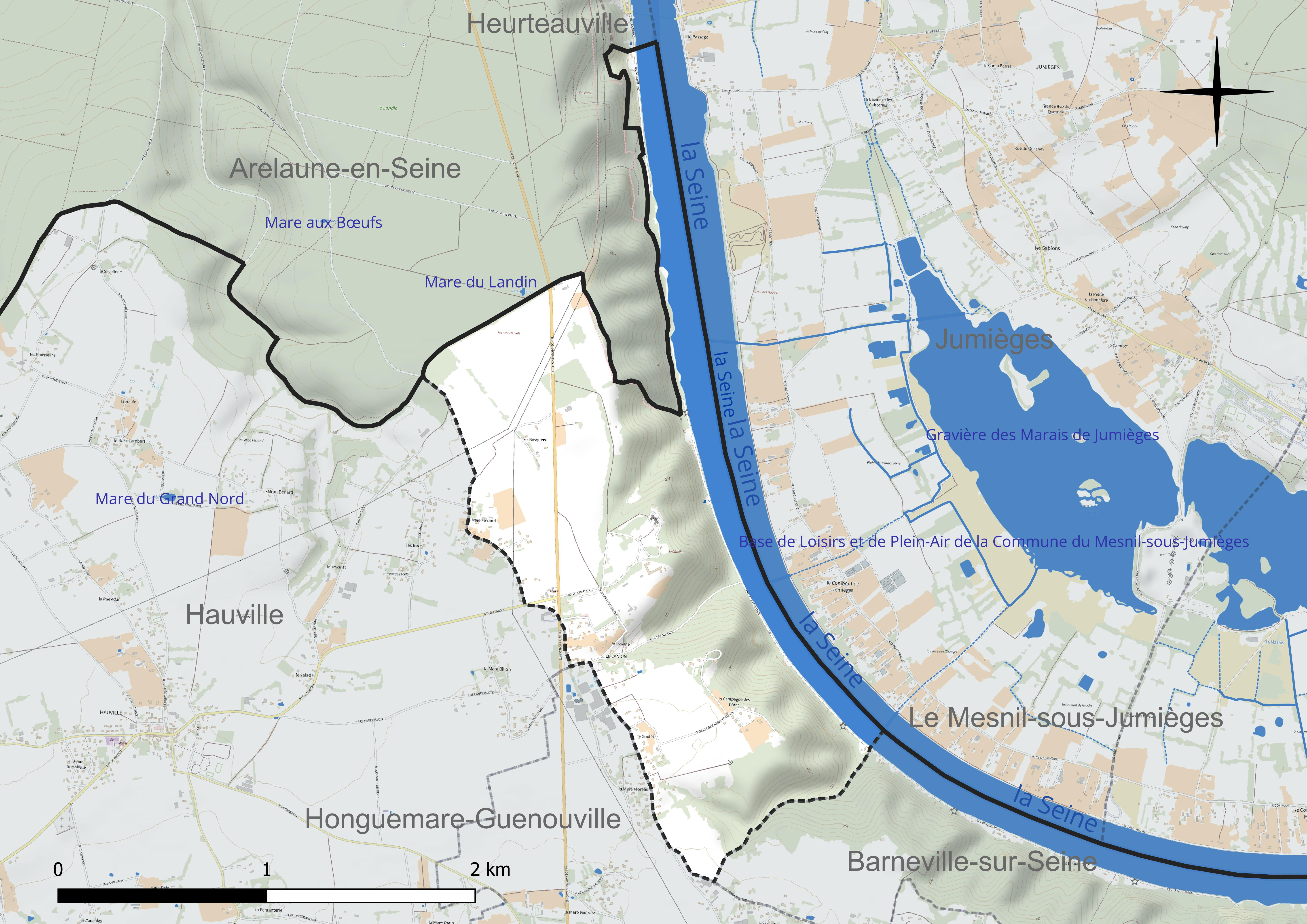
Réseau hydrographique du Landin.

### Climat
Pour des articles plus généraux, voir Climat de la Normandie et Climat de l'Eure.
En 2010, le climat de la commune est de type climat océanique altéré, selon une étude du CNRS s'appuyant sur une série de données couvrant la période 1971-2000. En 2020, Météo-France publie une typologie des climats de la France métropolitaine dans laquelle la commune est exposée à un climat océanique et est dans la région climatique  Côtes de la Manche orientale, caractérisée par un faible ensoleillement (1 550 h/an) ; forte humidité de l’air (plus de 20 h/jour avec humidité relative > 80 % en hiver), vents forts fréquents. Parallèlement le GIEC normand, un groupe régional d’experts sur le climat, différencie quant à lui, dans une étude de 2020, trois grands types de climats pour la région Normandie, nuancés à une échelle plus fine par les facteurs géographiques locaux. La commune est, selon ce zonage, exposée à un « climat contrasté des collines », correspondant au Pays d’Auge, Lieuvin et Roumois, moins directement soumis aux flux océaniques et connaissant toutefois des précipitations assez marquées en raison des reliefs collinaires qui favorisent leur formation.
Pour la période 1971-2000, la température annuelle moyenne est de 10,3 °C, avec  une amplitude thermique annuelle de 12,9 °C. Le cumul annuel moyen de précipitations est de 886 mm, avec 13,4 jours de précipitations en janvier et 8,8 jours en juillet. Pour la période 1991-2020, la température moyenne annuelle observée sur la station météorologique la plus proche, située sur la commune de Jumièges à 4 km à vol d'oiseau, est de 12,2 °C et le cumul annuel moyen de précipitations est de 843,5 mm,. Pour l'avenir, les paramètres climatiques de la commune estimés pour 2050 selon différents scénarios d’émission de gaz à effet de serre sont consultables sur un site dédié publié par Météo-France en novembre 2022.

### Milieux naturels et biodiversité
La commune fait partie du parc naturel régional des Boucles de la Seine normande. Elle fait partie du réseau Natura 2000 au titre des Boucles de la Seine aval.

## Urbanisme

### Typologie
Au 1er janvier 2024, Le Landin est catégorisée commune rurale à habitat dispersé, selon la nouvelle grille communale de densité à 7 niveaux définie par l'Insee en 2022.
Elle appartient à l'unité urbaine de Routot, une agglomération intra-départementale dont elle est une commune de la banlieue,. Par ailleurs la commune fait partie de l'aire d'attraction de Rouen, dont elle est une commune de la couronne,. Cette aire, qui regroupe 317 communes, est catégorisée dans les aires de 200 000 à moins de 700 000 habitants,.

### Occupation des sols
L'occupation des sols de la commune, telle qu'elle ressort de la base de données européenne d’occupation biophysique des sols Corine Land Cover (CLC), est marquée par l'importance des territoires agricoles (43 % en 2018), en diminution par rapport à 1990 (52,5 %). La répartition détaillée en 2018 est la suivante : 
forêts (34,8 %), terres arables (25,1 %), eaux continentales (15,9 %), zones agricoles hétérogènes (10 %), prairies (7,9 %), zones urbanisées (6,3 %). L'évolution de l’occupation des sols de la commune et de ses infrastructures peut être observée sur les différentes représentations cartographiques du territoire : la carte de Cassini (XVIIIe siècle), la carte d'état-major (1820-1866) et les cartes ou photos aériennes de l'IGN pour la période actuelle (1950 à aujourd'hui).

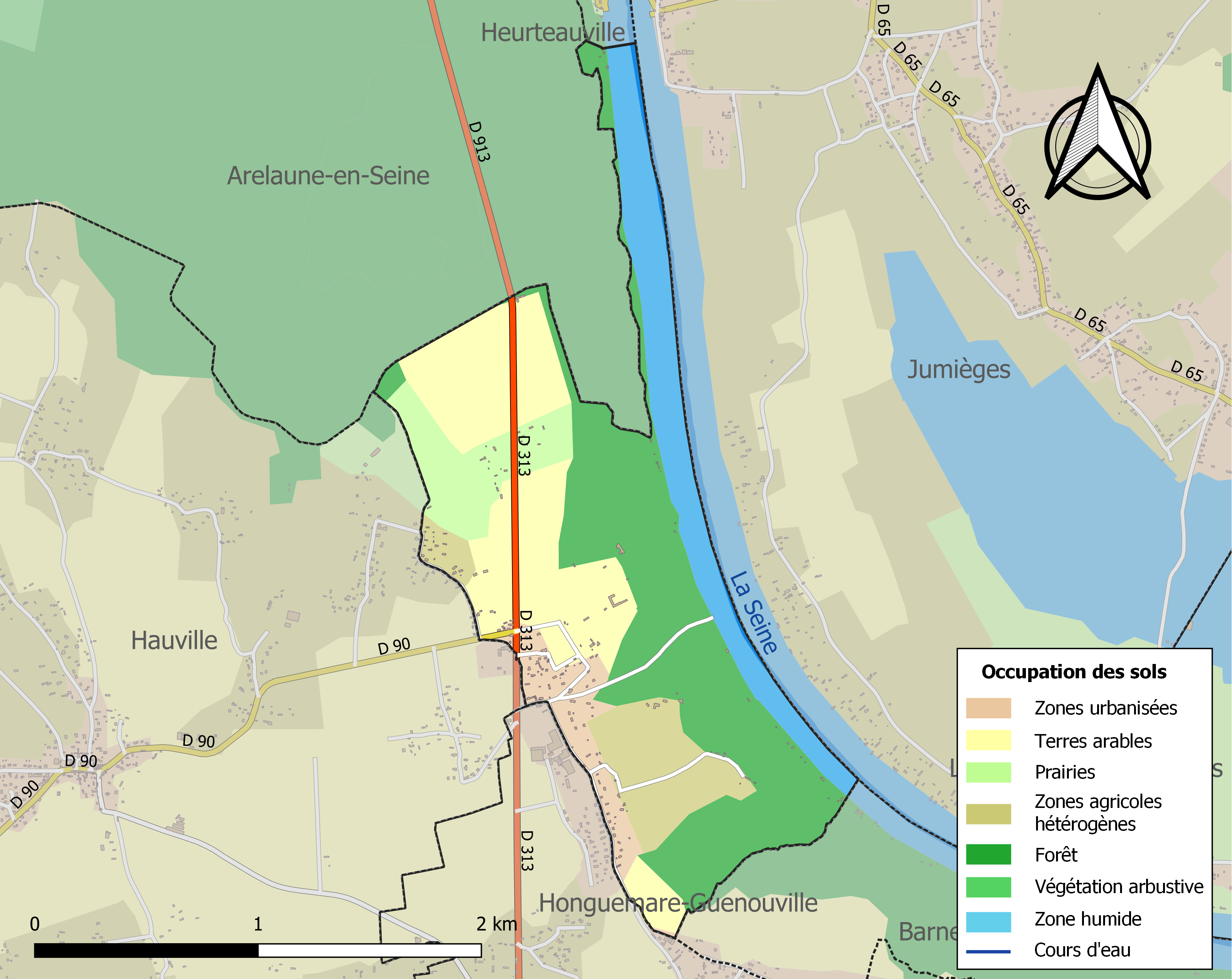
Carte des infrastructures et de l'occupation des sols de la commune en 2018 (CLC).

## Toponymie
Le nom de la localité est attesté sous les formes [La Haie-du-]Lendin en 1135; Lendinum en 1175; [Haia de] Lendinc en 1208; Lendinc, Lendincum, Lendencum au XIIIe siècle,.
La forme de 1135, si elle est juste, montre que l'on articulait plus le -c final au début du XIIe siècle. Cette forme semble cependant avoir été refaite à l'époque moderne, et est donc suspecte, c'est sans doute la raison pour laquelle François de Beaurepaire n'en tient pas compte. En revanche les formes latinisées, trouvées dans des textes rédigés en latin médiéval, ont conservé le c.
Il s'agit vraisemblablement du vieil anglais landing ou plutôt de son correspondant vieux norrois lending qui signifient tous deux « lieu d'abordage, lieu d'accostage, lieu de débarquement, débarcadère », cf. islandais lenda « aborder, accoster, débarquer », lending « abordage, accostage, débarquement » (Le durcissement [g] > [c] est régulier dans cette position et s'observe souvent dans d'autres contextes phonétiques en Normandie orientale). En revanche, il n'existe pas de rapport direct avec le français lande comme le laisserait penser la graphie moderne (-an- au lieu de -en-). Le mot lande est d'ailleurs peu utilisé dans la toponymie ancienne en Normandie orientale.
D'un point de vue topographique, l'appellation lendinc est justifiée : le Landin possède en effet un large accès à la Seine par la rue de la Foulerie et une aire de débarquement devait se trouver en contrebas, au point de départ de la voie. C'est, sur cette rive de la Seine, l'accès le plus direct au plateau à partir du fleuve entre Yville-sur-Seine et Heurteauville.
Remarque : le microtoponyme québécois le Landing est de structure similaire et de même signification. Il est aujourd'hui intégré à la municipalité des Coteaux.

## Histoire
Le territoire dépendait des seigneurs de Pont-Audemer.
Vers 1757, il est établi que Nicolas Thyrel de Boismont, abbé commendataire de Grestain, achète à la duchesse de Chaulnes la seigneurie du Landin.

## Politique et administration
| Période                                  | Période  | Identité                                    | Étiquette   | Qualité                                                  |
| ---------------------------------------- | -------- | ------------------------------------------- | ----------- | -------------------------------------------------------- |
| 1904                                     | ?        | Charles Guenifey de Savonnières (1874-1921) |             | Artiste-peintre, châtelain Baron Guenifey de Savonnières |
| Les données manquantes sont à compléter. |          |                                             |             |                                                          |
| mars 2001                                | En cours | Michel Dezellus                             | UMP puis LR | Agriculteur                                              |

## Population et société

### Démographie
L'évolution du nombre d'habitants est connue à travers les recensements de la population effectués dans la commune depuis 1793. Pour les communes de moins de 10 000 habitants, une enquête de recensement portant sur toute la population est réalisée tous les cinq ans, les populations de référence des années intermédiaires étant quant à elles estimées par interpolation ou extrapolation. Pour la commune, le premier recensement exhaustif entrant dans le cadre du nouveau dispositif a été réalisé en 2004.

En 2022, la commune comptait 262 habitants, en évolution de +29,06 % par rapport à 2016 (Eure : −0,25 %, France hors Mayotte : +2,11 %).
| 1793 | 1800 | 1806 | 1821 | 1831 | 1836 | 1841 | 1846 | 1851 |
| ---- | ---- | ---- | ---- | ---- | ---- | ---- | ---- | ---- |
| 260  | 254  | 261  | 227  | 246  | 254  | 245  | 493  | 270  |

| 1856 | 1861 | 1866 | 1872 | 1876 | 1881 | 1886 | 1891 | 1896 |
| ---- | ---- | ---- | ---- | ---- | ---- | ---- | ---- | ---- |
| 334  | 271  | 284  | 240  | 238  | 210  | 190  | 192  | 176  |

| 1901 | 1906 | 1911 | 1921 | 1926 | 1931 | 1936 | 1946 | 1954 |
| ---- | ---- | ---- | ---- | ---- | ---- | ---- | ---- | ---- |
| 167  | 139  | 144  | 122  | 125  | 90   | 96   | 115  | 121  |

| 1962 | 1968 | 1975 | 1982 | 1990 | 1999 | 2004 | 2006 | 2009 |
| ---- | ---- | ---- | ---- | ---- | ---- | ---- | ---- | ---- |
| 116  | 108  | 96   | 103  | 160  | 151  | 160  | 160  | 180  |

| 2014 | 2019 | 2022 | - | - | - | - | - | - |
| ---- | ---- | ---- | - | - | - | - | - | - |
| 193  | 221  | 262  | - | - | - | - | - | - |

## Culture locale et patrimoine

### Lieux et monuments
- Église Sainte-Croix[24], reconstruite en 1862 à l'initiative de la comtesse de Quitry, selon les plans de l'architecte Edmond de Joly[25] (1834-1892, fils de Jules de Joly, lui-même architecte).
- Le château du Landin est  Inscrit MH (2002)[26],[27]. L'abbé de Boismont a fait planter un parc et bâtir un château qui constitue l'origine du château actuel. Son apparence contemporaine remonte au XVIIIe siècle. En dernier lieu, c'est au conseiller général de Routot Odon de Chaumont-Quitry que sont dus l'avant-corps arrondi couvert d'un dôme et l'ensemble des décors intérieurs. Il a fait remanier le parc et construire la plupart des dépendances.

### Personnalités liées à la commune
- Armand Cassagne (1823-1907), peintre, y est né.
- Odon de Chaumont-Quitry (1827-1866), homme politique, mort au Landin, fut propriétaire du château.
- La Famille Daru, propriétaire du château avec le vicomte Bruno Daru jusqu'en 1966.